# Bogoštica
Bogoštica (Servisch: Богоштица) is een plaats in de Servische gemeente Krupanj. De plaats telt 269 inwoners (2002).